# Ретинальная мигрень
Ретинальная мигрень — заболевание сетчатки, при котором эпизоды проблем со зрением, зачастую в одном глазу, сопровождаются мигренозной головной болью. Проблемы со зрением могут варьироваться от полной потери до размытия, от мелькания света до скотомы и обычно длятся менее часа. У большинства людей головная боль возникает с той же стороны, что и проблемы со зрением. Осложнения могут включать постоянную потерю зрения.
У половины больных мигренью страдают родственники, у трети мигрени были в анамнезе. Факторы риска возникновения эпизода включают стресс, курение, высокое кровяное давление, противозачаточные таблетки, физические упражнения, большую высоту, обезвоживание, низкий уровень сахара в крови и дегидратацию. Основной механизм неясен, существуют теории, включающие спазм кровеносных сосудов, питающих глаз, и распространяющуюся депрессию нейронов сетчатки. Диагностика требует исключения других возможных причин. Ретинальную мигрень следует отличать от ауры на ранней стадии мигрени с аурой, поскольку та обычно возникает в обоих глазах.
Лечение включает в себя избежание факторов риска возникновения эпизодов. Если этого недостаточно, можно использовать аспирин или блокатор кальциевых каналов, например, нифедипин. Следует избегать триптанов, дигидроэрготамина и бета-блокаторов. Ретинальная мигрень встречается редко. Хотя эпизоды заболевания могут начаться уже в возрасте 7 лет, большинство людей впервые заболевают в возрасте 20 лет. Чаще встречается у женщин. Это состояние впервые описал в 1882 году Галезовский.